# 小行星11625
小行星11625（11625 Francelinda）是一颗绕太阳运转的小行星，为主小行星带小行星。该小行星于1996年10月发现。

## 轨道参数
小行星11625的轨道半长轴为3.0385056 UA，离心率为0.07。